# Spirostreptus lugubris
Spirostreptus lugubris är en mångfotingart som beskrevs av Henri W. Brölemann 1901. Spirostreptus lugubris ingår i släktet Spirostreptus och familjen Spirostreptidae. Inga underarter finns listade i Catalogue of Life.